# En stjerne fødes (film fra 1976)
 For alternative betydninger, se En stjerne fødes. (Se også artikler, som begynder med En stjerne fødes)
En stjerne fødes er en amerikansk dramatisk musikfilm fra 1976 instrueret af Frank Pierson, med Barbra Streisand og Kris Kristofferson i hovedrollerne. Det er en genindspilning af Hollywood bag kulisserne fra 1937 og En stjerne fødes fra 1954, men handlingen er flyttet fra Hollywoods verden til musikkens verden.
Filmen vandt en Oscar for bedste originale partitur, tildelt til Streisand og Paul Williams for sangen Evergreen. Den mandlige rolle gik først til Elvis Presley, men manager Tom Parker takkede nej, da Elvis' helbred var for dårligt.
 Der er for få eller ingen kildehenvisninger i denne artikel, hvilket er et problem. Du kan hjælpe ved at angive troværdige kilder til de påstande, som fremføres i artiklen.